# Adblue

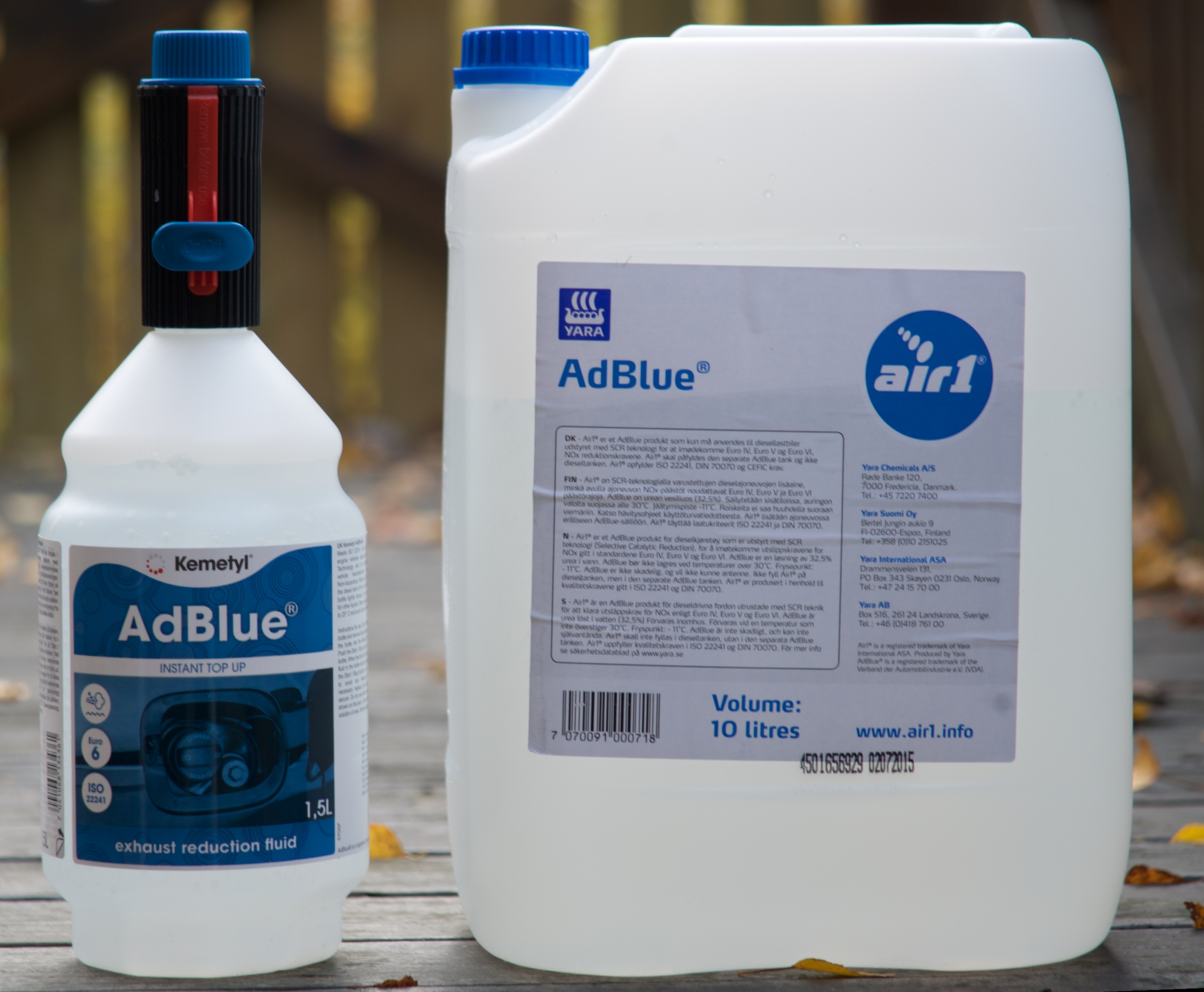
AdBlue, i 1,5 och 10 liters förpackningar.

Adblue, stiliserat AdBlue, är produktnamnet på en vätska innehållande vatten och urea och som används för att minska utsläppen av kväveoxider från moderna dieselmotorer genom selektiv katalytisk reduktion.
Trots sitt namn är produkten färglös och har på de fordon vars dieselmotorer kräver AdBlue en egen tank.
Adblue består av 32,5 % urea, CO(NH2)2, i vatten och är giftfri och säker att hantera både för hälsa och miljö, men kan verka irriterande vid kontakt med hud. AdBlue fungerar genom att vätskan sprutas in i motorns avgassystem uppströms SCR-katalysatorn, där urean vid de aktuella temperaturerna bryts ned till ammoniak (NH3) som i SCR-katalysatorn reducerar en tillräcklig mängd av kväveoxiderna i avgaserna till ofarligt vatten och kväve.